# Kilian Kemmer
Kilian Kemmer (* 1980 in München) ist ein deutscher Wirtschaftsmanager und Jazzmusiker (Piano, Komposition).

## Leben und Wirken
Kemmer, der in der Jugend eine klassische Klavierausbildung absolvierte, studierte Volkswirtschaft und Philosophie an der Sorbonne und der Humboldt-Universität Berlin (Master 2003). An der Ludwig-Maximilians-Universität München promovierte er sich 2008 über das Problem des „unbedingten Grundeinkommens“. Daneben nahm er Jazzklavierunterricht bei Leonid Chizhik, aber auch John Taylor.
Kemmer ist bei einem großen Telekommunikationsunternehmen im Change Management tätig. Mit seinem Trio, zu dem der Saxophonist Matthieu Bordenave und der Bassist Rene Haderer gehörte, legte er 2010 die Eigenproduktion Clara vor; 2018 folgte als Veröffentlichung seines Quartetts bei GLM das Album Jetzt und in Echt.  2021 veröffentlichte Kemmer mit seinem Trio (dieses Mal mit Masaki Kai am Bass und Matthias Gmelin am Schlagzeug) das Album und Zarathustra tanzte – ebenfalls bei GLM. 2024 erschien Kemmers Album Am Ende der Nacht (mit Thomas Stabenow am Bass und Julian Fau an den Drums) bei GLM.  Als Sideman spielte er weiterhin mit Maucha Adnet, Bruno Castellucci, Uli Beckerhoff und Jochen Schmidt-Hambrock.